# Hejnał warszawski
Hejnał warszawski – hejnał grany każdego dnia o godzinie 11:15 z Wieży Zegarowej (Zygmuntowskiej) Zamku Królewskiego w Warszawie.

## Opis
Melodia powstała w 1995 roku na podstawie motywów „Warszawianki” i „Marszu Mokotowa”, a jej autorem jest kompozytor Zbigniew Bagiński. Pomysłodawcą powstania hejnału byli powstańcy warszawscy - Wiesław Newecki oraz Henryk Łagodzki. O możliwość grania hejnału w stolicy zabiegało środowisko powstańców ze zgrupowania „Chrobry II”.
Hejnał grany jest na trzy strony świata (oprócz wschodu), gdyż Wieża Zegarowa ma tylko trzy okna. Godzina grania hejnału to godzina, o której podczas obrony Warszawy we wrześniu 1939 wskazówki zegara w zbombardowanym przez Niemców zamku zatrzymały się. Hejnał odgrywają hejnaliści – muzycy ze Straży Miejskiej m.st. Warszawy.
W 2008, na podstawie uchwały Rady Miasta, melodia stała się oficjalnym hejnałem m.st. Warszawy. 